# Pacific Ocean Blue
Pacific Ocean Blue est l'unique album studio de Dennis Wilson. Il est sorti en 1977.

## L'album
Il atteint la 96e place du Billboard 200 où il reste douze semaines consécutives. Il fait partie des 1001 albums qu'il faut avoir écoutés dans sa vie et de Rock'n'Roll : la discothèque idéale 2 : 101 disques à écouter avant la fin du monde.

### Titres
Tous les titres sont de Dennis Wilson et Gregg Jakobson, sauf mentions. 

#### Face A
1. River Song (Dennis Wilson, Carl Wilson) (3:44)
2. What's Wrong (D. Wilson, Gregg Jakobson, Michael Horn) (2:22)
3. Moonshine (2:27)
4. Friday Night (3:09)
5. Dreamer (4:22)
6. Thoughts of You (D. Wilson, Jim Dutch) (3:02)

#### Face B
1. Time (D. Wilson, Karen Lamm-Wilson) (3:31)
2. You and I (D. Wilson, Lamm-Wilson, Jakobson) (3:25)
3. Pacific Ocean Blues (D. Wilson, Mike Love) (2:39)
4. Farewell My Friend (D. Wilson) (2:26)
5. Rainbows (D. Wilson, C. Wilson, Steve Kalinich) (2:55)
6. End of the Show (2:55)

### Musiciens
- Dennis Wilson :  voix, piano, orgue Hammond, cordes, basse Moog, synthétiseur Mini-Moog, clavinet, claviers, batterie, basse, harmonica, percussions, tuba sur Dreamer, violon électrique sur Time, guitare électrique sur Farewell My Friend
- Carli Munoz : piano, claviers, synthétiseur Moog, percussions
- Carl Wilson : guitare rythmique, voix
- Bruce Johnston, Gregg Jakobson, Dean Torrence, Trisha Roach, Baron Stewart, Jim Dutch, Karen Lamm-Wilson : chœurs
- Hal Blaine : batterie sur What's Wrong et You and I
- Chuck Domanico, James Jamerson, Dave Hessler, Wayne Tweed : basse
- Ricky Fataar : batterie, tambourin sur Holy Man
- John Hanlon : guitare sur Dreamer
- Earle Mankey : guitare
- Billy Hinsche : guitare rythmique et chœurs
- Robert Lamm : chœurs sur What's Wrong
- Gayle Levant : harpe sur End of the Show
- Michael Andreas : saxophone alto, ténor et baryton, flûtes, clarinette
- Lance Buller : trombone, trompette
- Sterling Smith : claviers
- Tommy Smith : batterie
- Ed Carter : guitare rythmique, basse
- Mort Klanfer : basse sur You and I
- Bobby Figueroa : batterie, congas sur You and I
- Manolo Badrena : percussions
- Janice Hubbard : hautbois
- Bill Lamb : trompette, cornet, trombone
- Charles McCarthy : saxophone ténor et baryton
- Eddie Tuleja : guitares, banjo, mandoline sur Rainbows, chœurs
- Sid Sharp : cordes